# Baltasar Fernandes
Baltasar Fernandes (São Paulo de los Campos de Piratininga, 1580 — Nuestra Señora de la Ponte de Sorocaba, 1667) fue un bandeirante paulista. Nació en una granja donde hoy se encuentra el parque do Ibirapuera y creció en Parnahyba, tierra fundada por su madre, la cabocla Suzana Dias, hija del colono portugués Lopo Dias y de la india Beatriz, que era hija de Tibiriçá. Entre sus hermanos, se incluye el también bandeirante Domingos Fernandes, fundador de Itu.
Fue uno de los varios paulistas que atacaron el territorio español de Guayrá, que dio origen al actual estado brasileño de Paraná. Durante sus expediciones a Guayrá, inició una relación con Maria de Zuñega, de Villarrica, hija del bandeirante Bartolomeu de Torales. En el siglo XVII, construyó una casa a orillas de un río, a la que llamó «Sorocaba», que en la lengua paulista significa «tierra desgarrada», y en una colina edificó la Capilla de Nuestra Señora de la Ponte, marcando el inicio del asentamiento de Sorocaba, que más tarde se convertiría en la Villa de Nuestra Señora de la Ponte de Sorocaba.